# ناتاشا موريسون
ناتاشا موريسون (بالإنجليزية: Natasha Morrison) هي منافسة ألعاب القوى جامايكية، ولدت في 17 نوفمبر 1992 في أبرشية سانت كاترين في جامايكا.

## وصلات خارجية
- ناتاشا موريسون على موقع الاتحاد الدولي لألعاب القوى (الإنجليزية)
- ناتاشا موريسون على موقع الدوري الماسي (الإنجليزية)
- ناتاشا موريسون على موقع أوليمبيديا (الإنجليزية)